# José Dolhem
Louis José Lucien Dolhem, francoski dirkač Formule 1, * 26. april 1944, Pariz, Francija, † 7. julij 1988, Saint-Etienne, Francija.

## Življenjepis
Je polbrat dirkača Formule 1, Didiera Pironija. V svoji karieri je nastopil le na treh dirkah v sezoni 1974, ko se mu je uspelo kvalificirati le na zadnjo dirko sezone za Veliko nagrado ZDA, s katere pa se je po smrtni nesreči moštvenega kolega Helmutha Koinigga umaknil. Leta 1988 je umrl v letalski nesreči v okolici mesta Saint-Etienne.

## Popolni rezultati Formule 1
(legenda) (odebeljene dirke pomenijo najboljši štartni položaj, poševne pa najhitrejši krog, †-uvrščen kljub odstopu)
| Leto | Moštvo       | Šasija       | Motor       | 1   | 2   | 3   | 4   | 5   | 6   | 7   | 8   | 9       | 10 | 11  | 12  | 13      | 14  | 15      | Prv | Toč |
| ---- | ------------ | ------------ | ----------- | --- | --- | --- | --- | --- | --- | --- | --- | ------- | -- | --- | --- | ------- | --- | ------- | --- | --- |
| 1974 | Team Surtees | Surtees TS16 | Cosworth V8 | ARG | BRA | JAR | ŠPA | BEL | MON | ŠVE | NIZ | FRA DNQ | VB | NEM | AVT | ITA DNQ | KAN | ZDA Ret | -   | 0   |